# Георгіївське гирло
Георгіївське гирло (рум. Brațul Sfântul Gheorghe) — рукав Дунаю у дунайській дельті. Один з трьох основних рукавів Дунаю, крім Кілійського і Сулинського. Повністю протікає територією Румунії.

## Назва
В давнину мало назву Іерон-Стоміон (грец. Ιερον Στομιον), тобто Священне устя. Візантійські греки його називали як Агіос-Георгіос (грец. Αγιος Γεωργιος) — Святий Георгій, що й є його сучасною назвою.

## Загальні відомості
Біля мису Ізмаїльский Чатал за 80 км від гирла основне русло Дунаю розпадається на Кілійське і Тульчинське. Через 17 км нижче за течією Тульчинське гирло розділяється на Георгієвське та Сулинське гирла, які впадають у Чорне море окремо. Тече від мису Георгіївський Чатал до Чорного моря біля мису Сфинтул-Георге.
Довжина гирла — 109 км, ширина до 400—500 м. Через мілководність та звивистість рукава судноплавство розвинуте найменше з усіх рукавів Дунаю.